# Oberamt Crailsheim

Karte der württembergischen Oberämter, Stand 1926

Das Oberamt Crailsheim war ein Verwaltungsbezirk im Nordosten Württembergs (auf beigefügter Karte Nr. 10), der 1934 zunächst in Kreis Crailsheim, 1938 dann in Landkreis Crailsheim umbenannt und im selben Jahr um einen Großteil der Gemeinden des aufgelösten Kreises Gerabronn erweitert wurde. Allgemeine Bemerkungen zu den württembergischen Oberämtern siehe Oberamt (Württemberg).

## Geschichte

Oberamt Crailsheim, Gebietsstand 1813, mit den früheren Herrschaftsgrenzen
Legende

Seit dem 15. Jahrhundert diente die Stadt Crailsheim als Verwaltungssitz für den westlichen Randbereich des Markgraftums Brandenburg-Ansbach, das nach der Abdankung des letzten Markgrafen 1791 an die Krone Preußen fiel und 1806 auf Betreiben Napoleons dem Königreich Bayern einverleibt wurde. 1803 konnte Württemberg in der Region erstmals Fuß fassen, als ihm die Reichsdeputation unter anderem die Territorien der Stadt Hall und der Fürstpropstei Ellwangen zuteilte. Aus dem nordöstlichen, zum damaligen Zeitpunkt unter preußischer Landeshoheit stehenden Teil dieser Neuerwerbungen wurde das Oberamt Honhardt gebildet. Als die Königreiche Bayern und Württemberg im Pariser Vertrag 1810 die gemeinsame Grenze endgültig
festlegten, kamen Crailsheim und die umliegenden Orte zu Württemberg. Noch im selben Jahr entstand das Oberamt Crailsheim, dem das Oberamt Honhardt und einige bis dahin zum Oberamt Hall gehörige Orte eingegliedert wurden. Der von 1818 bis 1924 dem Jagstkreis zugeordnete Bezirk grenzte an die württembergischen Oberämter Gerabronn, Ellwangen, Hall, Gaildorf sowie das Königreich Bayern.

### Ehemalige Herrschaften
1813, nach Abschluss der Gebietsreform, setzte sich der Bezirk aus Bestandteilen zusammen, die im Jahr 1800 zu folgenden Herrschaften gehört hatten. Angesichts der stark zersplitterten Hoheitsrechte nennt die Aufstellung nur die größeren Orte vollständig.
- Preußen, Markgraftum Brandenburg-Ansbach
  - Oberamt Crailsheim: Crailsheim, Altenmünster, Ellrichshausen (großteils), Gröningen (teilweise), Gründelhardt (teilweise), Honhardt (teilweise), Jagstheim (1/2), Ingersheim, Lautenbach, Leukershausen (etwa 3/4), Mariäkappel, Oberspeltach (etwa 3/5), Onolzheim, Roßfeld, Satteldorf (teilweise), Tiefenbach (überwiegend), Triensbach (etwa 1/2), Wäldershub, Waldtann (etwa 3/5), Weipertshofen (etwa 2/3), Westgartshausen (großteils). Dem Oberamt war das Verwalteramt Markertshofen unterstellt, das Renteiverwalteramt Goldbach wurde 1798 eingegliedert.
  - Oberamt Feuchtwangen: Bergertshofen (etwa 1/3).
  - Landsässiges Rittergut war Bernhardsweiler mit Bräunersberg und Schönbronn.
- Oettingen-Spielberg: Buckenweiler.
- Fürstpropstei Ellwangen: Stimpfach, Weipertshofen (teilweise).
- Ritterstift Comburg: Ingersheim, Birkelbach und Wollmershausen (jeweils teilweise).
- Reichsstadt Hall, Ämter Honhardt und Vellberg: Teile von Gründelhardt, Honhardt, Jagstheim, Oberspeltach. Die Orte Bonolzhof, Spaichbühl, Steinehaig und Waldbuch waren von der Revindikation (s. u.) nicht betroffen.
- Reichsstadt Dinkelsbühl: Bergertshofen (etwa 2/3), Waldtann (etwa 2/5), Gaisbühl, Krettenbach, Nestleinsberg, Oßhalden, Rötsweiler (je ganz oder großteils), Bergbronn, Gerbertshofen, Riegelbach (je teilweise), dazu Streubesitz in den späteren Gemeinden Honhardt, Jagstheim, Oberspeltach, Stimpfach und Wildenstein.
- Deutscher Orden, Amt Dinkelsbühl: Riegelbach (teilweise).
- Reichsritterschaft
Beim Kanton Altmühl der fränkischen Ritterschaft war die Herrschaft Kreßberg mit Marktlustenau (Freiherren von Knöringen) immatrikuliert.
Beim Kanton Odenwald der fränkischen Ritterschaft waren immatrikuliert: Erkenbrechtshausen, Burleswagen (beide Freiherr von Seckendorff), Neidenfels (Graf von Soden), Wollmershausen (teilweise, von Wollmershausen, Erben). Der Freiherr von Ellrichshausen hatte unter anderem Besitz in Jagstheim, Mistlau und Gersbach. Zum Rittergut Morstein des Freiherrn von Crailsheim zählten unter anderem Anteile an Gröningen und Bronnholzheim sowie die Höfe Heinkenbusch und Weilershof bei Triensbach.
Beim Kanton Kocher der schwäbischen Ritterschaft waren immatrikuliert: Rechenberg (Freiherr von Berlichingen), Wildenstein (Freiherr Hofer von Lobenstein), Matzenbach (Senft von Sulburg), Unterdeufstetten (Freiherr von Seckendorff).

Die Revindikation, die von Hardenberg 1796 gewaltsam durchgesetzte Anerkennung der preußischen Landeshoheit innerhalb der Grenze der ansbachischen Fraisch (Hochgerichtsbarkeit), betraf im Raum Crailsheim neben den Gütern der Ritterschaft insbesondere das hällische Amt Honhardt, Teile des Amts Vellberg und den ellwangischen Besitz um Stimpfach. Mit den hohenlohischen Fürstentümern erreichte Preußen eine einvernehmliche Lösung in Form des Landespurifikationsvertrags von 1797, der den Austausch von Hoheitsrechten im Grenzgebiet regelte.

## Gemeinden

### Einwohnerzahlen 1880
Folgende 26 Gemeinden waren 1884 dem Oberamt Crailsheim unterstellt:
| Nr. | frühere Gemeinde  | Einwohnerzahl 1880 | Einwohnerzahl 1880 | Einwohnerzahl 1880 | heutige Gemeinde |
| Nr. | frühere Gemeinde  | evangelisch        | katholisch         | Israel.            | heutige Gemeinde |
| --- | ----------------- | ------------------ | ------------------ | ------------------ | ---------------- |
| 1   | Crailsheim        | 3958               | 396                | 288                | Crailsheim       |
| 2   | Ellrichshausen    | 840                | 39                 |                    | Satteldorf       |
| 3   | Goldbach          | 469                | 6                  | 6                  | Crailsheim       |
| 4   | Gröningen         | 1195               | 2                  | 1                  | Satteldorf       |
| 5   | Gründelhardt      | 1466               | 125                |                    | Frankenhardt     |
| 6   | Honhardt          | 1810               | 55                 |                    | Frankenhardt     |
| 7   | Ingersheim        | 1129               | 36                 |                    | Crailsheim       |
| 8   | Jagstheim         | 1249               | 24                 |                    | Crailsheim       |
| 9   | Lautenbach        | 1008               | 123                |                    | Fichtenau        |
| 10  | Leukershausen     | 599                | 14                 |                    | Kreßberg         |
| 11  | Mariäkappel       | 582                | 1                  | 1                  | Kreßberg         |
| 12  | Marktlustenau     | 835                | 282                |                    | Kreßberg         |
| 13  | Matzenbach        | 388                | 415                |                    | Fichtenau        |
| 14  | Ober-Speltach     | 678                | 3                  |                    | Frankenhardt     |
| 15  | Onolzheim         | 808                | 12                 |                    | Crailsheim       |
| 16  | Rechenberg        | 290                | 219                |                    | Stimpfach        |
| 17  | Roßfeld           | 587                | 12                 |                    | Crailsheim       |
| 18  | Satteldorf        | 1230               | 41                 |                    | Satteldorf       |
| 19  | Stimpfach         | 69                 | 766                |                    | Stimpfach        |
| 20  | Tiefenbach        | 627                | 7                  |                    | Crailsheim       |
| 21  | Triensbach        | 586                | 18                 |                    | Crailsheim       |
| 22  | Unter-Deufstetten | 303                | 673                | 37                 | Fichtenau        |
| 23  | Waldthann         | 784                | 2                  |                    | Kreßberg         |
| 24  | Weipertshofen     | 442                | 117                |                    | Stimpfach        |
| 25  | Westgartshausen   | 603                | 1                  |                    | Crailsheim       |
| 26  | Wildenstein       | 685                | 156                |                    | Fichtenau        |
|     | Summe             | 23.220             | 3.545              | 333                |                  |

### Änderungen im Gemeindebestand seit 1813

Gemeinden und Markungen um 1860

Nach dem Übergang an Württemberg erfolgte die Bildung der lokalen Verwaltungseinheiten nach räumlichen Gesichtspunkten, ohne Rücksicht auf historische Zusammengehörigkeit. Um 1820 umfasste der Bezirk 24 Gemeinden.
1825 wurde Rechenberg von Weipertshofen getrennt und zur selbständigen Gemeinde erhoben. Etwa zur selben Zeit wurde die Gemarkung Burgberg von Roßfeld nach Oberspeltach umgemeindet.
1848 wurde Leukershausen von Mariäkappel getrennt und zur selbständigen Gemeinde erhoben.
1930 wurde Hilpert von Oberspeltach nach Vellberg (Oberamt Hall) umgemeindet.
1933 wurden Gunzach und Spitzenmühle von Matzenbach nach Wildenstein umgemeindet.

## Amtsvorsteher
- 1810–1811: Martin Friedrich Stein
- 1811–1814: Ferdinand August Weckherlin
- 1814–1819: Johann Leopold Deißler
- 1819–1824: Friedrich von Sprösser
- 1824–1828: Caspar Schwarz
- 1828–1833: Bernhard Ovelog
- 1833–1855: Ludwig Eberhard Schwarz
- 1855–1861: Albert von Wolff
- 1861–1873: Josef Schweizer
- 1874–1878: Constantin von Renz
- 1878–1882: Emil Haller
- 1882–1887: Franz Gambs
- 1887–1893: Gotthold von Kilbel
- 1893–1899: Martin Bosch
- 1899–1909: Ernst Reusch
- 1909–1919: Reinhold Gärtner
- 1919–1920: Karl Weber
- 1921–1934: Eugen Mayr
- 1935–1945: Wilhelm Schäfer